# Deltochilum parile
Deltochilum parile là một loài bọ cánh cứng trong họ Bọ hung (Scarabaeidae).